# 202 هـ
202 هـ هي سنة في التقويم الهجري امتدت مقابلةً في التقويم الميلادي بين سنتي 817 و818.

## أحداث
- 13 رمضان - وقعة الربض، ثورة شعبية حدثت بقرطبة.

## مواليد
- أبو داود - إمام أهل الحديث في زمانه وصاحب كتاب سنن أبي داود.
- خير النساج
- محمد بن نصر المروزي

## وفيات
- علي الرضا.
- أحمد بن موسي الكاظم.
- أيوب بن سويد.
- فضل بن سهل السرخسي.
- يحيى اليزيدي.